# Провулок Бєлоусова (Мелітополь)
Провулок Бєлоусова — провулок на півдні Мелітополя, в історичному районі Піщане. Починається від проїзду з провулка Бадигіна, закінчується перехрестям з провулком Бєлякова. Складається із приватного сектора.

## Назва
Вулиця названа на честь Михайла Прокофійовича Бєлоусова (1904—1946) — керівника Арктичного флота СРСР (1940—1946).

## Історія
Провулок найменований 21 жовтня 1965 року. До цього називався просто проїздом між провулком Бєлякова та провулком Бадигіна — за півроку після смерті Бєлоусова.